# Simone Fasoli
Simone Fasoli (Lecco, 17 aprile 2001) è un canottiere italiano, vicecampione continentale nei due senza pesi leggeri agli europei di Varese 2021.

## Biografia
È nipote di Giuseppe Moioli, che rappresentò l'Italia a tre edizioni dei Giochi olimpici vincendo la medaglia d’oro a Londra 1948 nel quattro senza.
Agli europei di Varese 2021, in coppia con Simone Mantegazza, ha vinto la medaglia d'argento nel due senza pesi leggeri, terminando alle spalle degli ungheresi Bence Szabó e Kálmán Furkó.

## Palmarès
- Europei

Varese 2021: argento nel due senza pesi leggeri;